# Množina

Množiny

Množina je souhrn objektů, chápaný jako celek. Objekty množiny se nazývají prvky množiny. Charakterizující vlastnost množiny je, že je jednoznačně určena svými prvky (ale nevšímá si jejich pořadí ani žádné další struktury). Množina, neobsahující žádné prvky se nazývá prázdná množina. V matematice existuje abstraktní teorie množin, zkoumající množiny z formálního hlediska.
| „              | Množina je souhrn objektů, které jsou přesně určené a rozlišitelné a tvoří součást světa našich představ a myšlenek; tyto objekty nazýváme prvky množiny. | “ |
| — Georg Cantor | |   |

## Obecně
V matematice množiny často značíme velkými písmeny, její prvky malými. Je-li prvek {\displaystyle a} prvkem množiny {\displaystyle B}, píšeme: {\displaystyle a\in B}
Prázdnou množinu značíme symbolem: {\displaystyle \emptyset }
Množina je obvykle určena výčtem jejích prvků nebo definováním charakteristické vlastnosti prvků množiny.
Při popisu výčtem prvků postupujeme tak, že vypíšeme všechny prvky, které patří do dané množiny, např. množinu {\displaystyle A} obsahující prvky 1, 2, 5, 8 vyjádříme jako {\displaystyle A=\{1,2,5,8\}}. Při zadání množiny výčtem prvků nezáleží na pořadí prvků, tzn. množina {\displaystyle \{a,b,c\}} je totožná s množinou {\displaystyle \{c,b,a\}}.
Při definování množiny pomocí charakteristické vlastnosti určíme vlastnost, která je charakteristická pro prvky, které patří do dané množiny. Např. množinu {\displaystyle A} obsahující samohlásky latinské abecedy můžeme zapsat jako {\displaystyle A=\{x|x\;je\;samohl{\acute {a}}skou\;latinsk{\acute {e}}\;abecedy\}}. Taková množina pak obsahuje prvky {\displaystyle \{a,e,i,o,u,y\}} (tento zápis, který je ekvivalentní předchozímu, zadává množinu {\displaystyle A} výčtem prvků). U takové definice množiny (charakteristickou vlastností) musíme však být opatrní, protože můžeme snadno dostat paradox. Například množina všech takových množin, které neobsahují sama sebe, je zjevně nesmysl, protože z definice se má sama obsahovat právě když se sama neobsahuje.
Právě takové důvody vedly na začátku 20. století ke vzniku axiomatické teorie množin, ve které jsou položena přesná pravidla o tom, co množina je a co není. V současnosti je takových axiomatických teorií několik, nejpoužívanější je Zermelo-Fraenkelova teorie množin (ZF).
V takových axiomatizovaných teoriích množin, obvykle nesmí množina obsahovat jiné prvky, než zase jenom množiny a nic jiného. K sestavení dalších množin nám postačí prázdná množina. Můžeme tak získat například množiny:
{\displaystyle \{\emptyset \}} je množina obsahující prázdnou množinu. Vzhledem k tomu, že obsahuje právě jen jeden objekt (totiž prázdnou množinu), jde o jednoprvkovou množinu.
{\displaystyle \{\emptyset ,\{\emptyset \}\}} je množina obsahující prázdnou množinu a množinu obsahující prázdnou množinu. Jde tedy o dvouprvkovou množinu.
Pokud nám to axiomy dané teorie množin dovolí, můžeme zkonstruovat i nekonečné množiny, například:
{\displaystyle \{\emptyset ,\{\emptyset \},\{\{\emptyset \}\},\{\{\{\emptyset \}\}\},...,\{...\{\emptyset \}...\},...\}}

## Základní množinové operace

Průnik dvou množin
{\displaystyle ~A\cap B}
Sjednocení dvou množin
{\displaystyle ~A\cup B}
Rozdíl množin A (vlevo) a B (vpravo)
{\displaystyle A^{c}\cap B~=~B\setminus A}
Symetrická diference dvou množin
{\displaystyle A~\triangle ~B}
Doplněk A v U
 {\displaystyle A^{c}~=~U\setminus A}

Množina (prostá) nemůže obsahovat žádné prvky vícekrát. Pokud je potřeba pracovat se souhrny obsahujícími více „stejných“ předmětů (např. stůl a čtyři židle), je lepší používat pojem multimnožina nebo kolekce, zavedený v informatice. Pokud se prvky mohou opakovat a záleží na jejich pořadí (jako např. u písmen ve slově ABBA), jedná se o posloupnost.
Množinou není každý soubor prvků, byť v běžném jazyce se to tak chápe. V matematice vede vytváření libovolných souhrnů prvků k paradoxům, například neexistuje množina obsahující všechny množiny, jak říká Russellova antinomie. Proto jsou libovolné souhrny nazývány třídou a jenom některé třídy jsou potom množinami. Množina je takový souhrn prvků, který je sám prvkem nějaké třídy.

## Mohutnost množin
Podle počtu prvků se mluví o mohutnosti množin. Nelze tedy hovořit o velikosti, jde o jinou veličinu, s jinou definicí. Základní stupně mohutnosti jsou tyto:
- množiny konečné mohutnosti neboli konečné množiny, mají konečný počet prvků,
- množiny nekonečné mohutnosti neboli množiny nekonečné,
- množiny spočetné – nekonečné množiny, jejichž prvky jsou označitelné přirozenými čísly, všechny tedy mají shodný počet prvků, např. celá čísla, celá kladná (přirozená), racionální čísla atp.,
- kontinuum, mohutnosti kontinua – mají počet prvků spojitě nekonečný, tj. nekonečně mohutnější, než spočetné množiny, např. interval mezi dvěma čísly, reálná čísla, komplexní čísla, body úsečky, body roviny.